# 2010년 노곡교회 지뢰 발견 및 제거 사건
 노곡교회 지뢰 발견 및 제거 사건은 노곡교회 내 어린이 놀이터에서 대전차 지뢰(M7A2), M14 대인 지뢰 등이 발견되어 군인들이 투입되어 지뢰를 제거한 사건이다.

## 원인

### 시대적 배경
1960년대 전쟁 발발의 위협을 느낀 당시의 우리 군은 적군의 주요 침투로인 경기도 연천 지역에 지뢰를 대량 매설하였고, 80년대 노곡교회 앞 국도 포장 공사를 하는 도중 지뢰가 토사와 건설폐기물에 묻혔다.

## 발견 및 제거작전 수행 경위
동네 주민들의 증언과 확인을 통해 노곡교회 어린이 놀이터 내의 지뢰 매설 사실을 알게된 노곡교회의 최병하 목사는 군에 지뢰 제거를 요청했으나, 이는 비용 및 인력 부족 등을 이유로 묵살되었다. 중앙일보에 의해 이러한 문제가 기사로 보도된 후 이명박 대통령의 지시로 국방부는 즉각 대응에 나섰다.

## 결과
150여평의 놀이터 공간에서 대전차지뢰(M7A2) 29발, 대인지뢰(M2A4, M14) 10발, 세열수류탄(M30), 고폭탄(76㎜), 대전차용 철갑탄(90㎜) 3발을 발견했다.